# Benderli Ali Pascha
Benderli Ali Pascha (* 1770 in Bendery, heute Transnistrien; † 1821 auf Zypern, damals Osmanisches Reich) war nur wenige Tage (21. bis 30. April 1821) Großwesir des Osmanischen Reiches unter Sultan Mahmud II.
Mit Beginn der ersten Aufstände auf der osmanisch beherrschten Morea, die letztlich zur Griechischen Revolution führen sollten, kam es im osmanischen Reich zu Ausschreitungen gegen die dort lebenden Griechen. Zahlreiche Griechen wurden des Verrats angeklagt und hingerichtet, darunter am 21. April 1821 der orthodoxe Patriarch Gregorios. In der Hoffnung, er werde energischer gegen die Rebellen vorgehen als sein Vorgänger, wurde Ali Pascha am gleichen Tag von Mahmud II. zum Großwesir ernannt, jedoch schon am 30. April 1821 verbannt und hingerichtet.
In deutschen Zeitungen wurde 1822 spekuliert, Ali Pascha sei im Rahmen der Klientelpolitik des Siegelbewahrers (nişancı) Mehmet Said Halet Efendi ins Amt gekommen. Dieser habe erwartet, über Ali Pascha größeren Einfluss auf den Sultan ausüben zu können. Nachdem der neue Großwesir öffentlich erklärt habe, in der Ausübung seines Amtes völlig unabhängig handeln und nur vom Sultan selbst Anweisungen entgegennehmen zu wollen, habe Halet Efendi unter dem Vorwand der Unfähigkeit seine Absetzung erwirkt. Er war der letzte auf direkten Befehl eines Sultans im Amt hingerichtete osmanische Großwesir.